# Ingrid Richter-Wendel
Ingrid Richter-Wendel, geborene Richter (* 20. Januar 1933 in Radensdorf bei Lübben) ist eine deutsche Schauspielerin. Sie war von 1969 bis 2019 Ensemblemitglied am Theater in Heilbronn.

## Leben
Richter-Wendel wuchs in Berlin auf, wo sie als Schülerin die öffentlichen Proben Bertolt Brechts verfolgte. Sie studierte Schauspiel in Weimar und an der Theaterhochschule Leipzig und hatte ab 1955 Engagements am Hoftheater Meiningen (mit ihrer ersten großen Rolle 1955/56 als Klärchen in Egmont), in Plauen und in Erfurt. Ihr erster Mann Fritz Wendel war Regisseur und arbeitete an Theatern der DDR. Mit dem Mauerbau 1961 ging das Paar nach Westdeutschland. Fritz Wendel arbeitete an westdeutschen Theatern weiter, Ingrid Richter-Wendel bekam Kinder und hatte Gastspielengagements in Krefeld, Ulm und Köln.
Nach dem Tod von Fritz Wendel sprach die damals alleinerziehende Ingrid Richter-Wendel bei dem Heilbronner Theaterintendanten Walter Bison vor, mit dem ihr Mann zusammengearbeitet hatte, wurde engagiert und zog mit ihren Kindern nach Heilbronn. Seit August 1969 steht sie im Heilbronner Theater auf der Bühne und hat in dieser Zeit vier Spielstätten und die vier Intendanten Walter Bison, Klaus Wagner, Martin Roeder-Zerndt und Axel Vornam erlebt. Sie spielte und spielt in Heilbronn in zahlreichen Stücken mit, darunter Klassiker und moderne Klassiker wie Der zerbrochene Krug, Die heilige Johanna der Schlachthöfe, Ich denke oft an Piroschka, Die Kleinbürgerhochzeit, Das Käthchen von Heilbronn, Mutter Courage und ihre Kinder, Anatevka, My Fair Lady, Maria Stuart, Nathan der Weise und Vagina-Monologe. In der Theaterpause im Sommer hält sie sich jedes Jahr in Berlin auf und besucht dort kulturelle Veranstaltungen.

## Familie
Ingrid Richter-Wendel hat vier Kinder. Ihr erster Mann, der Westberliner Regisseur Fritz Wendel, war 25 Jahre älter als sie und starb 1969. Seit den 1980er-Jahren ist sie mit dem Heilbronner Grafiker Joachim R. Bertsch verheiratet.

## Auszeichnungen
Der Theaterverein Heilbronn zeichnete Ingrid Richter-Wendel 2007 mit dem Ehrenkilian aus. 2012 erhielt sie die Staufermedaille des Ministerpräsidenten für Verdienste um das Land Baden-Württemberg.